# Pseudasellodes hebetior
Pseudasellodes hebetior är en fjärilsart som beskrevs av W. Warren 1906. Pseudasellodes hebetior ingår i släktet Pseudasellodes och familjen mätare. Inga underarter finns listade i Catalogue of Life.